# 約翰·馬默杜克
約翰·薩平頓·馬默杜克（英語：John Sappington Marmaduke，1833年3月14日—1887年12月28日），是一位美國政治家和軍官。1885年擔任第25任密蘇里州州長，直至1887年去世。美國內戰期間，也是联盟国陆军高級軍官，指揮跨密西西比戰區騎兵。
1863年9月6日，馬默杜克在決鬥中殺死了聯盟國準將盧修斯·M·沃克。聯盟國少將斯特林·普賴斯下令逮捕馬默杜克，但由於合眾國即將向阿肯色州小石城推進，因此暫停了該命令。馬默杜克從未因決鬥而接受軍事法庭的審判。

## 早年生活和教育

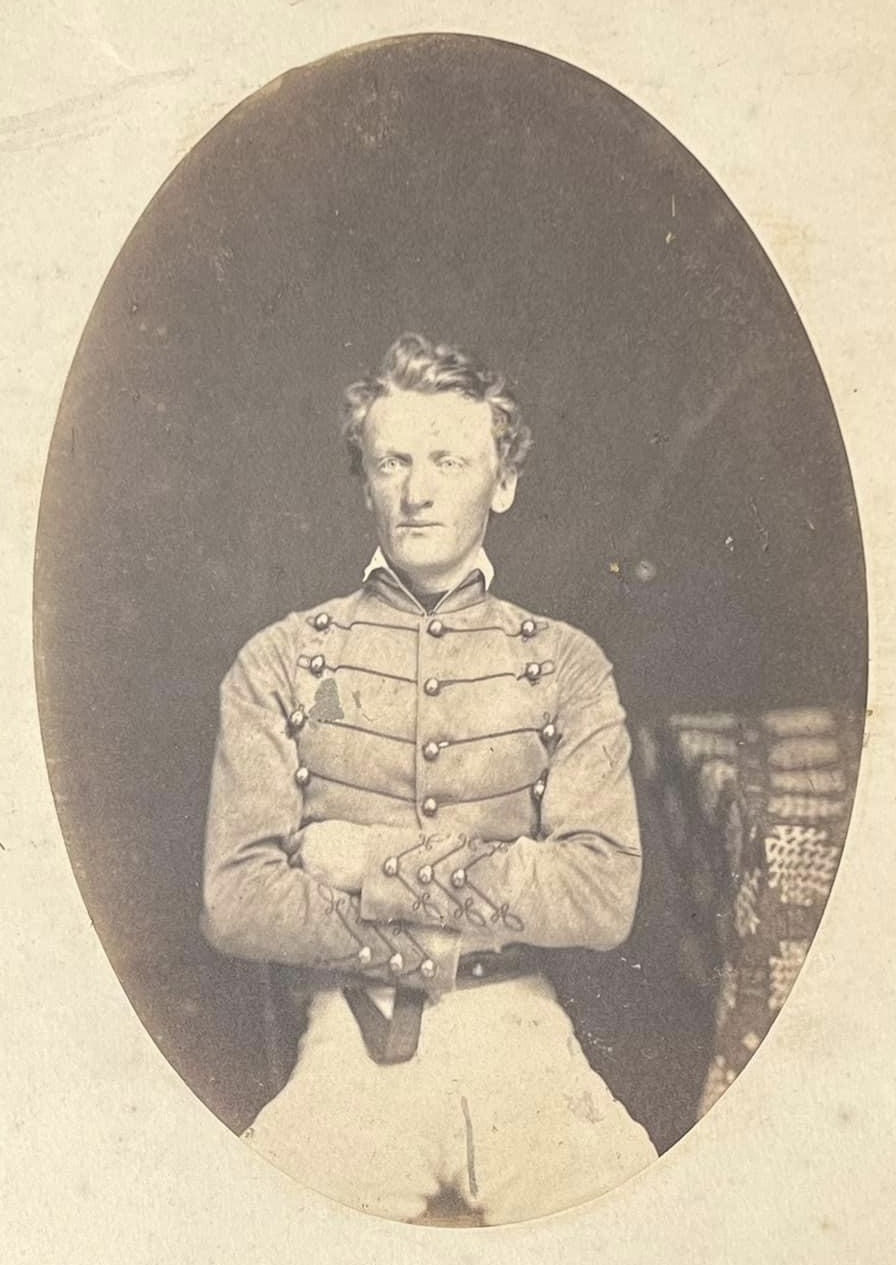
未來密蘇里州州長約翰·馬默杜克，美國軍事學院，1857年西點軍校畢業生肖像

馬默杜克於1833年3月14日出生於密蘇里州薩林縣，是十個孩子中的第二個兒子。，他的父親梅雷迪思·邁爾斯·馬默杜克，是第八任密蘇里州州長，在前任州長自殺後繼承了這一職位。這個家族頗具政治傾向，馬默杜克的曾祖父约翰·布里赛特曾於1832年至1834年擔任肯塔基州州長，並在任上去世。
馬默杜克曾就讀於密蘇里州拉法葉縣的教堂山學院和密蘇里州列剋星敦的共濟會學院，之後在耶魯大學學習了兩年，然後又在哈佛大學學習了一年。美国众议院議員約翰·S·菲爾普斯任命馬默杜克進入美國軍事學院，1857年從該學院畢業，在38名學生中排名第30。馬默杜克曾是美國第一步兵師少尉，之後被調往阿爾伯特·西德尼·約翰斯頓上校指揮的美國陸軍第2騎兵團 。馬默杜克後來參加猶他戰爭，並於1858年至1860年被派往猶他州弗洛伊德營。

## 美國內戰

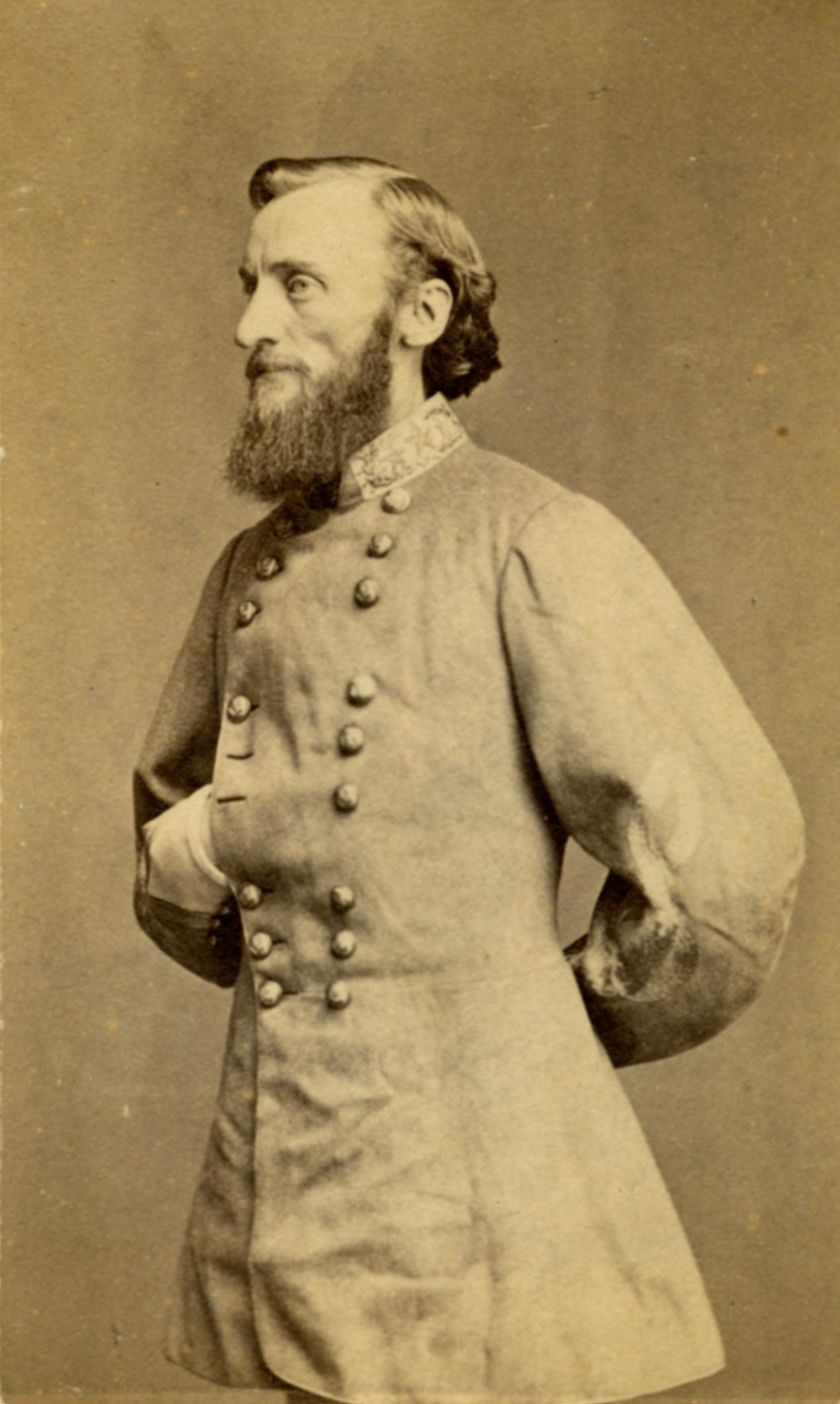
穿著制服的約翰·S·馬默杜克

1861年春天，馬爾默杜克在新墨西哥領地執勤時收到密蘇里州宣布脫離合眾國（聯邦）消息。他回到家會見了父親，一位堅定的聯邦主義者。此後，馬爾默杜克從合眾國陸軍辭職，1861年4月生效。馬爾默杜克的叔叔、支持分裂國家的密蘇里州州長克萊伯恩·福克斯·傑克遜很快任命他為步槍第一團的上校，該團來自密蘇里州薩林縣，密蘇里州警衛隊。
六月，傑克遜州長與州警衛隊指揮官斯特林·普賴斯少將一起離開密蘇里州杰斐遜城，去招募更多部隊。馬默杜克在密蘇里州布恩維爾與他們會面。沒過多久，普萊斯和傑克遜就離開了，留下馬默杜克負責一小支民兵部隊。馬默杜克的部隊沒有做好充分的戰鬥準備，但傑克遜州長命令對抗進入該州的合眾國軍。合眾國準將納撒尼爾·里昂率領1,700名訓練有素、裝備精良的士兵在布恩維爾戰役中輕鬆擊潰了馬默杜克未經訓練且武裝落後的部隊1861年6月17日。這場小衝突被聯邦主義者戲稱為“布恩維爾競賽”，因為馬默杜克的部隊在戰鬥20分鐘後潰逃。
馬默杜克對這種情況感到厭惡，辭去了密蘇里州警衛隊的職務，前往弗吉尼亞州里士滿，在那他被任命為聯盟國正規軍的中尉。 聯盟國陸軍部命令馬默杜克去阿肯色州報到，很快他就被選為阿肯色州第一營中校。他是前美國軍事學院步兵戰術教官威廉·J·哈迪中將的幕僚。馬默杜克的前猶他戰爭指揮官阿爾伯特·西德尼·約翰斯頓1862年初，邀請馬默杜克加入自己的參謀隊伍。作為聯盟國第3團上校，馬默杜克在夏羅之役受傷，幾個月內喪失行動能力。
1862年11月，聯盟國陸軍部確認馬默杜克晉升為準將。作為旅長的第一場戰鬥是在草原格羅夫戰役。1863年4月，他帶著5000名士兵和10門大砲離開阿肯色州，進入合眾國控制的密蘇里州。然而，在開普吉拉多戰役被擊退，被迫返回阿肯色州海倫娜。爭議很快隨之而來。1863年9月，他指責他的頂頭上司卢修斯·沃克準將在行動中表現怯懦，沒有與他的部下一起上戰場。沃克因受到侮辱而感到輕視，向馬默杜克發起決鬥挑戰，導致沃克於1863年9月6日死亡。
馬默杜克後來在跨密西西比部指揮了一個騎兵師，參加了紅河戰役。1864年4月18日，在阿肯色州的毒泉戰役指揮一支由包括第一和第二喬克托團的美洲原住民士兵在內的聯盟國軍隊混合部隊時，擊敗了一支合眾國糧草分隊。聯盟國媒體對他表示讚揚這是被宣傳為聯盟國取得的重大勝利。
1864年9月至10月，馬默杜克在斯特林·普萊斯少將突襲密蘇里州的行動指揮一個師，並在堪薩斯州礦溪戰役中被俘（被愛荷華州第三騎兵隊的二等兵詹姆斯·鄧拉維俘獲）。當馬默杜克仍是俄亥俄州約翰遜島的戰俘時，1865年3月晉升為少將。戰爭結束後馬默杜克被釋放。他的弟弟亨利·亨格福德·馬默杜克曾在聯盟國海軍服役，被俘並囚禁在約翰遜島。後來他在合眾國政府與南美國家的談判中擔任職務。他被安葬在阿靈頓國家公墓。另外兩個馬默杜克兄弟在美國內戰中喪生。

## 晚年
馬默杜克回到密蘇里州的家鄉，定居在聖路易斯的卡龍德萊 (聖路易斯)。曾在一家保險公司短暫工作過，他發現該公司的道德準則與他自己的道德準則相悖。隨後，他編輯了一份農業雜誌，並公開指責鐵路運輸對當地農民實行歧視性定價。州長很快任命馬爾默杜克為該州第一個鐵路委員會成員。馬默杜克決定從政，但在 1880年的民主黨州長提名中輸給了前美國將軍托馬斯·西奧多·克里滕登，後者得到了鐵路公司的大力支持和財政支持。四年後，他沒有被嚇倒，1884年密蘇里州州長選舉當輿論發生變化時，鐵路改革和監管變得更加流行。馬默杜克開展了一場宣傳活動，強調他為邦聯服務，強調美國士兵在內戰期間對密蘇里人的虐待，慶祝威廉·克拉克·匡特里爾等親邦聯“游擊隊”的活動，並聲稱密蘇里州的共和黨是一個工具壓迫“本土”密蘇里人的“地毯袋客”。他在一個正式關注前聯邦主義者和邦聯之間合作的平台上當選，承諾制定“新密蘇里州”的議程。馬默杜克解決了可能造成嚴重後果的鐵路罷工1885年和1886年。次年，馬默杜克在州立法機關推動法律，最終開始規範該州的鐵路行業。他還大幅增加了該州對公立學校的資助，將年度預算的近三分之一分配給教育。

## 紀念
阿肯色州馬默杜克以他的名字命名。

### 脚注
1. ↑  Shoemaker's pp. 189–190
2. 1 2 3 4  Parrish's pp. 16–17
3. 1 2 3 4  Welsh's pp. 154
4. 1 2  Black's pp. 159
5. 1 2 3  Conard's pp. 199–200
6. 1 2  Reavis's pp. 510–511
7. ↑  Houston's pp. 10

## 外部連結
- 在Find a Grave上的約翰·馬默杜克
- John S. Marmaduke （页面存档备份，存于） at the National Governors Association
- John S. Marmaduke （页面存档备份，存于） at The Political Graveyard
- Marmaduke-Walker Duel （页面存档备份，存于） at Encyclopedia of Arkansas
- Marmaduke-Walker Duel （页面存档备份，存于） at Historical Marker Database
- Sappington-Marmaduke Family Papers （页面存档备份，存于） at the Missouri Historical Society